# Eclipse de luna (canción)
«Eclipse de luna» es un sencillo que pertenece a la cantante mexicana Maite Perroni, que se encuentra en el álbum debut del mismo nombre y segundo oficial de este mismo.
Fue lanzado a la venta en septiembre de 2013 a través de descarga digital.

## Antecedentes y lanzamiento
La composición nuevamente estuvo a cargo de Perroni, Stambuk y Manhey. El vídeo musical del tema fue grabado en Izamal, Celestún y Mérida en el estado de Yucatán, México, al igual que «Tú y yo» se lanzó en plataforma Hangout y posteriormente a su cuenta de Youtube.

## Presentaciones en vivo
El 20 de junio de 2013, se confirma su participación en la décima entrega de los Premios Juventuddonde además de ser presentadora, estrenará el sencillo por primera vez.

## Lista de canciones
- Descarga digital[7]

| Eclipse de luna — Single |                   |          |  |
| N.º                      | Título            | Duración |  |
| 1.                       | «Eclipse de luna» | 3:33     |  |

## Posicionamiento en listas

### Listas
| País           | Organismo | Lista           | Mejor posición |
| 2013           | 2013      | 2013            | 2013           |
| -------------- | --------- | --------------- | -------------- |
| Estados Unidos | Billboard | Latin Pop Songs | 39             |

## Historial de lanzamiento
| Región | Fecha                    | Formato              | Discográfica |
| ------ | ------------------------ | -------------------- | ------------ |
| México | 16 de septiembre de 2013 | Lyric video Premiere | Warner Music |
| México | 16 de septiembre de 2013 | Descarga digital     | Warner Music |